# Степанци (община Чашка)
Вижте пояснителната страница за други значения на Степанци.
Степанци (на македонска литературна норма: Степанци) е село в Северна Македония, част от община Чашка.

## География
Селото е разположено в планината Бабуна.

## История
В XIX век Степанци е българско село във Велешка кааза на Османската империя. В „Етнография на вилаетите Адрианопол, Монастир и Салоника“, издадена в Константинопол в 1878 година и отразяваща статистиката на населението от 1873 година, Степенци (Stepentzi) е посочено като село с 35 домакинства и 127 жители българи. В началото на ХХ век жителите на Степанци си изкарват прехраната като зидари в Румъния. Сръбският войвода Василие Тръбич пише, че всички селяни знаят румънски, тъй като още като деца са заминавали на работа в Румъния, където са оставали и до дълбока старост.
В статистиката на Васил Кънчов („Македония. Етнография и статистика“) в края на XIX век Степанци е посочено като село в Прилепска каза с 290 жители българи християни.
На Етнографската карта на Битолския вилает на Картографския институт в София от 1901 година Степанци е чисто българско село в Прилепската каза на Битолския санджак с 60 къщи.
В началото на XX век българското население на селото е под върховенството на Българската екзархия. По данни на секретаря на екзархията Димитър Мишев („La Macédoine et sa Population Chrétienne“) през 1905 година в Степанци (Stepantzi) има 480 българи екзархисти. Според секретен доклад на българското консулство в Скопие всичките 60 къщи в селото през 1907 година под натиска на сръбската пропаганда в Македония признават Цариградската патриаршия. Селото е овладяно от сръбската пропаганда през ноември 1906 година, след като в него влизат четите на Василие Тръбич, Глигор Соколов и Йован Бабунски.
При избухването на Балканската война в 1912 година един човек от Степанци е доброволец в Македоно-одринското опълчение. През войната селото е окупирано от сръбски части и след Междусъюзническата война в 1913 година остава в Сърбия.
В 2002 година селото няма жители.

## Личности
Родени в Степанци
- Темелко Наумов (1870 – ?), войвода на ВМОРО